# 惠普尔探测器

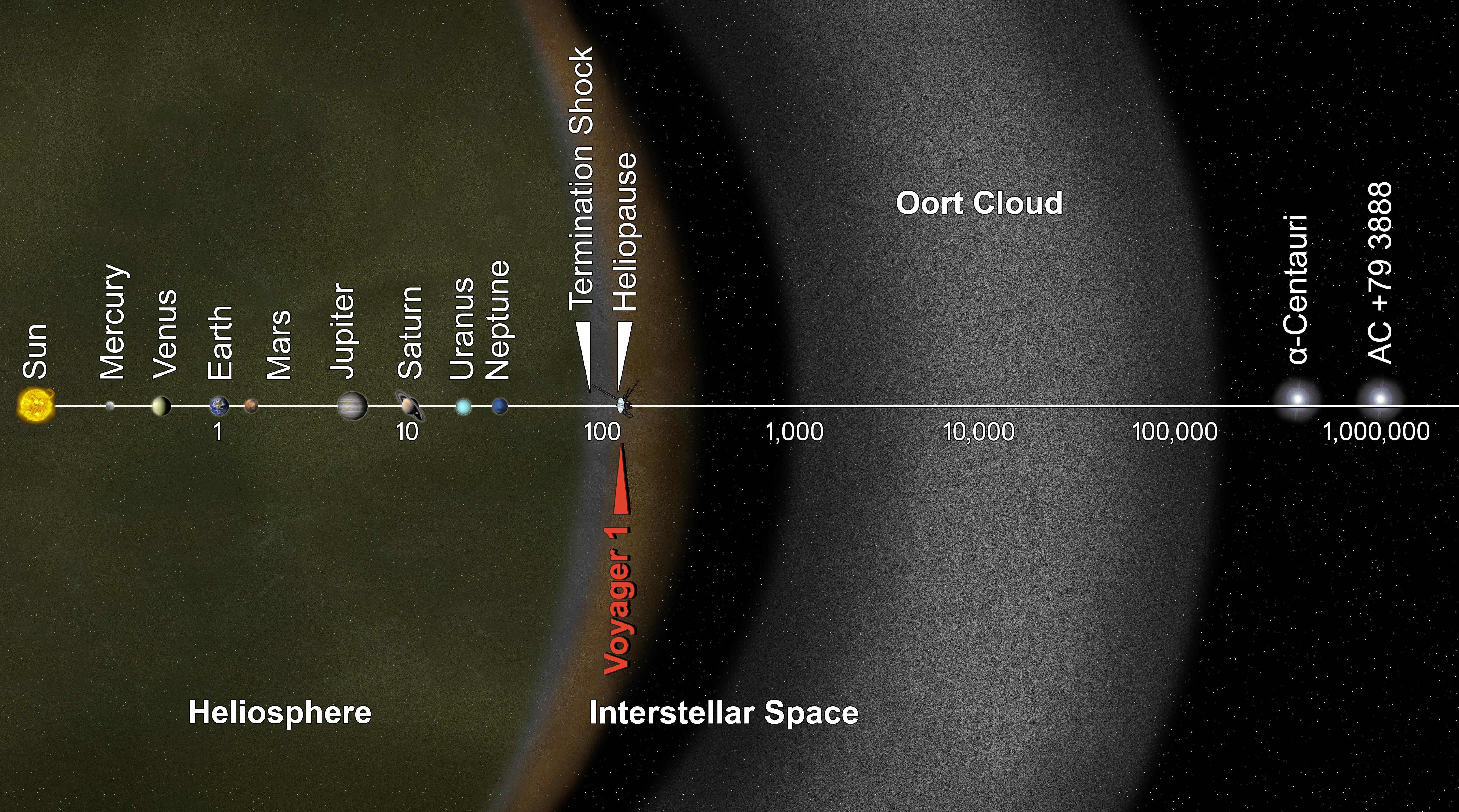
这是一幅显示所预测奥尔特星云大致范围的对数图，小尺寸以及相近距离的结合使得这些天体超出了现有光学望远镜的分辨能力。

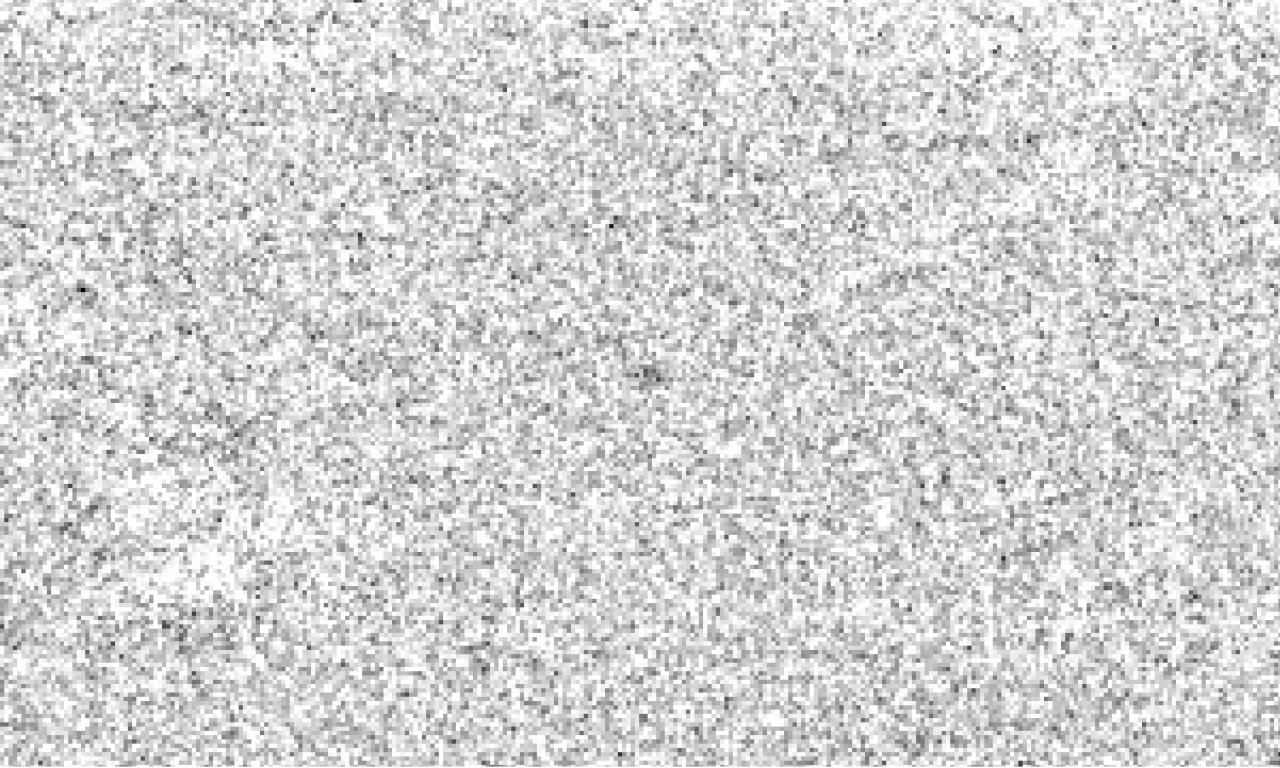
2003年在距太阳28个天文单位处对哈雷彗星进行的这一观测表明，随着天体的变远，观测它们会遇到一些困难。在这一张视图中，背景恒星已经被图像处理消除。惠普尔探测器会尝试探测10000天文单位以外彗星般大小的天体。

可视化的虚拟奥尔特星云图

赛德娜(红色)的轨道相对于外太阳系天体的轨道(紫色为冥王星的轨道)

惠普尔号（Whipple）探测器是一台美国宇航局发现计划中提议的太空观测台。该观测台将通过掩星遮蔽观测来寻找柯伊伯带和理论上的奥尔特星云中的天体。尽管20世纪50年代就已提出奥尔特星云的假设，但它还一直未被直接观测到过。本次任务将通过扫描短暂阻挡背景恒星光线的物体来探测奥尔特星云天体。
2011年，有6项竞选方案入围2016年度发现计划，“惠普尔号”任务并不在其中，但它获得了继续进行技术开发工作的拨款。
 

## 说明
“惠普尔号”将在环日-地间拉格朗日1点的晕轮轨道中运行，它所携带的分光计，通过记录遥远恒星的凌日来探测奥尔特星云和柯伊伯带天体(KBO) 。它将被设计成可探测10000天文单位以外天体，该任务的部分目标包括首次直接探测奥尔特星云并确定柯伊伯带的边界范围。“惠普尔号探测器”将能检测到相距3200亿公里，即22000天文单位(2×1012米)范围内1公里(半英里)大的天体。它的望远镜需要有相对较宽的视场和快节奏记录能力来捕捉可能只持续数秒钟的凌日。
“惠普尔号探测器”是2011年发现计划评选中获得技术开发奖金的三项提案之一。提出的设计方案是一架口径77厘米(30.3英寸)的折反射卡塞格林望远镜 ，它将有一台快速读取能力的宽景深 CMOS 探测器，以实现所需要的节奏和灵敏度。
迄今为止探测到的柯伊伯带最小天体是2009年通过仔细研究哈勃空间望远镜“精细导星感测器”(Fine Guidance Sensor)数据发现的，当时，天文学家检测到一颗与遥远恒星发生凌日的天体，根据变暗的持续时间和光变量，计算出它的直径约为1000米(3200英尺 )。有人提出，开普勒太空望远镜也可能探测出奥尔特星云中遮蔽背景恒星的天体。

## 另请参阅
- 弗雷德·劳伦斯·惠普尔天文台
- 拟议的太空观测站列表（英语：List of proposed space observatories）
- 2015年距太阳最远的太阳系天体名单
- 空间望远镜列表
- 近地天体照相机，一台提议的太空望远镜。
- 新视野号，飞越冥王星和柯伊伯带天体的探测器。
- 惠普尔护盾（英语：Whipple shield），一种航天器屏蔽装置。